# ايجي هوسويا
ايجي هوسويا (باليابانية: 細谷英二؛ بالكانا: ほそや えいじ) هو شخصية أعمال ياباني، ولد في 1945 في كوماموتو في اليابان، وتوفي في 4 نوفمبر 2012.